# Batalla de Dunnichen
La batalla de Dunnichen o batalla de Nechtansmere (en gaélico escocés: Dúin Nechaín, en galés: Linn garan) enfrentó a los pictos y a las tribus de Northumbria el 20 de mayo de 685 en Nechtansmere. La batalla terminó con una decisiva victoria de los pictos que supuso un importante debilitamiento de la influencia de Northumbria en el norte de Gran Bretaña.

## Antecedentes y desarrollo
En los cincuenta años anteriores a la batalla, las tribus de Northumbria habían expandido progresivamente sus territorios hacia el norte, y el reino de Bernicia había llegado incluso a capturar Edimburgo de manos de los Gododdin hacia el año 638. Durante los siguientes treinta años, ejercieron su dominio sobre los reinos de Strathclyde y Dalriada, e incluso al reino picto de Fortriu.
Siguiendo con esta expansión hacia el norte, y aparentemente también para detener las incursiones pictas en sus tierras, el rey Egfrido de Northumbria invadió el territorio picto en 685. El enfrentamiento entre ambos ejércitos se produjo el día 20 de mayo cerca de Dunnichen. Los pictos fingieron retirarse, atrayendo así a las tropas de Northumbria hacia una ciénaga. El rey picto, Bridei III dio muerte a Egfrido, masacró a su ejército e hizo esclavos a gran parte de los supervivientes. Tras esta batalla, la influencia de Northumbria nunca volvió a extenderse hacia el norte más allá del fiordo de Forth.
Las fuentes históricas sobre el desarrollo de esta batalla son muy escasas. Beda el Venerable la describió brevemente ya en el siglo VIII, y también aparece en los Anales de Ulster y de Tigernach. Se cree que una estela picta ilustrada encontrada en una iglesia en Aberlemno, seis kilómetros al norte de Dunnichen, fue erigida para conmemorar esta victoria. Gracias a las referencias aportadas por Beda, los historiadores sitúan Nechtansmere en Letham (Angus), cerca de Dunnichen. Sin embargo, investigaciones recientes llevadas a cabo por Alex Woolf, de la Universidad de Saint Andrews, sugieren que la batalla pudo tener lugar en Dunachton, Badenoch, en la orilla occidental del lago Insh.